# Begonijevke
Begonijevke (lat. Begoniaceae), velika biljna porodica u redu tikvolike. Ime je dobila po rodu begonija (Begonia). Od 1853 priznate vrste unutar dva roda samo jedna pripada rodu  
hilebrandija (Hillebrandia).

## Opis porodice
Begoniaceae, je porodica cvjetnica iz reda Cucurbitales. Begoniaceae se sastoji od dva roda: Begonia, s oko 2100 vrsta, i Hillebrandia, s jednom vrstom. Obitelj je rasprostranjena u većini tropskih i toplih umjerenih regija, s velikim postotkom vrsta porijeklom iz Amerike. Hillebrandia je endem Havaja.
Većina vrsta su višegodišnje biljke, neke penjačice, sa sočnim stabljikama i debelim rizomima ili gomoljima; neke vrste su grmovi. Listovi su obično jednostavni  (tj. s jednom oštricom), ali mogu biti složeni (sastavljeni od nekoliko listića); obično su asimetrične, s jednom stranom mnogo većom od druge. Na bazi su upareni listići stipule.
Većina vrsta je jednodomna, s cvjetovima obaju spolova koji se razvijaju na istoj biljci; cvjetovi su jednospolni. Muški cvjetovi imaju dvije latice poput čašica, dvije latice i brojne prašnike. Ženski cvjetovi imaju dva do nekoliko cvjetnih dijelova i jedan tučak, s donjom plodnicom, često krilatom. Plodovi su obično kapsule i često imaju dobro razvijena krilca. Plodovi imaju brojne sitne sjemenke.
Mnoge vrste i hibridi begonije uzgajaju se kao ukrasne biljke; inače porodica ima malu ekonomsku važnost.

## Rodovi
1. Begonia L. (2116 spp.)
2. Hillebrandia Oliv. (1 sp.)